# Хорватсько-сербська коаліція
Хорватсько-сербська коаліція (сербохорв. Hrvatsko-srpska koalicija/Хрватско-српска коалиција) — блок ліберально орієнтованих партій та угруповань, головний політичний союз в Австро-Угорщині на початку ХХ століття, який урядував у хорватських землях (коронні землі Хорватія-Славонія та Далмація). Представляв політичну ідею співпраці хорватів і сербів в Австро-Угорщині задля взаємної вигоди. Основними керівниками коаліції були спочатку Франо Супіло та Светозар Прибичевич, згодом лише Прибичевич.
Коаліція правила в Королівстві Хорватія і Славонія з 1903 року до розпуску Австро-Угорщини та створення Югославії в 1918 році, коли вона значною мірою влилася в ліберальну Югославську демократичну партію.

## Витоки
Попередня спроба хорватсько-сербського співробітництва на історичних хорватських землях під владою Австро-Угорщини втілилася на 60 років раніше в іллірійському русі, але цю ідею різко обірвала революція 1848 року.
Основною причиною формування коаліції на початку 1900-х років було масове усвідомлення того, що всю вигоду від порізненості між хорватами та сербами пожинали уряди Угорщини та Австрії, а також італійські іредентисти. Це стало особливо очевидним після народних демонстрацій 1903 року проти хорватського бана Куена-Гедерварі, коли до маси хорватських селян приєдналися сербські селяни, і це дозволило досягти більшого ефекту. Сама коаліція зародилася в Рієцькій та Задарській резолюціях від жовтня 1905 року, в яких групи окремих представників парламенту від хорватів і сербів сформулювали свої прохання щодо кращого врахування відповідно хорватських і сербських національних інтересів, які зосереджувалися на інтеграції Далмації з Хорватією-Славонією та підвищення статусу країни в межах монархії. 